# Higashimatsuyama, Saitama
Higashimatsuyama (東松山 Higashimatsuyama-shi) là một thành phố thuộc tỉnh Saitama, Nhật Bản.